# David Young (baron Young de Graffham)
Pour les articles homonymes, voir David Young.
David Ivor Young, baron Young de Graffham (né le 27 février 1932 à Finchley et mort le 9 décembre 2022) est un homme politique conservateur britannique et un homme d'affaires.

## Biographie

### Jeunesse
David Young est le fils aîné d'un homme d'affaires qui a importé de la farine et s'est par la suite lancé comme fabricant de manteaux pour enfants. Il fait ses études au Christ's College à Finchley, puis à l'University College de Londres, pour obtenir un diplôme en droit en tant qu'étudiant du soir pendant son stage d'avocat, puis est admis au tableau des avocats en 1955. 

### Début de carrière
Ayant obtenu son diplôme d'avocat, David Young n'exerce que pendant un an, après quoi il rejoint Great Universal Stores en tant que cadre, travaillant pendant une partie de ce temps comme assistant du président, Isaac Wolfson. En 1961, il quitte GUS et crée sa première entreprise, Eldonwall Ltd, avec un financement de Gestetner Family Settlements. Au cours des années 1960, il crée un groupe de sociétés dans le domaine de la propriété industrielle, de la construction et de la location d'installations, le vendant en juin 1970 à Town & City Properties PLC, société dont il rejoint le conseil d'administration. 
Après le crash immobilier de 1973-74, il aide Jeffrey Sterling (plus tard Lord Sterling) à former un groupe qui deviendra plus tard Peninsular and Oriental Steam Navigation Company. En 1975, il quitte le conseil d'administration et entre dans une coentreprise avec Manufacturers Hanover, et devient président de Manufacturers Hanover Property Services, gérant des biens immobiliers au Royaume-Uni et à l'étranger. Il a également un certain nombre d'autres intérêts commerciaux. Il vend toutes ses participations en 1980 en entrant au ministère de l'Industrie. Son jeune frère Stuart Young est président de la BBC.

### Carrière politique
David Young s'engage dans des organisations bénévoles en tant que président de l'organisation caritative de formation professionnelle British ORT ; il est nommé directeur du CPS en 1979 peu de temps après les élections générales qui portent Margaret Thatcher au pouvoir. Le premier jour du nouveau gouvernement, Keith Joseph, le secrétaire d'État à l'Industrie le nomme conseiller responsable de ce qui deviendra plus tard la privatisation. 
En raison de son implication dans la formation professionnelle par l'ORT, il est choisi par Norman Tebbit lorsqu'il est secrétaire d'État à l'emploi pour présider la Commission des services de main-d'œuvre en 1981, l'organisme gouvernemental chargé des questions de chômage et de formation. En tant que tel, il s'implique dans les décisions du gouvernement et les ministres du Cabinet qui ont traité avec lui le considéraient très positivement. 
Il est créé pair à vie prenant le titre de baron Young de Graffham, de Graffham dans le Sussex de l'Ouest le 10 octobre 1984. Un mois plus tard, le 11 septembre, il entre au cabinet en tant que ministre sans portefeuille (le premier depuis vingt ans) pour conseiller le gouvernement sur les questions de chômage. Il est aussi nommé au Conseil privé. Le 2 septembre 1985, il devient Secrétaire d'État à l'Emploi. 
Thatcher considérait Young comme fidèle et décide en mars 1987 de le placer dans un rôle central dans la planification de la campagne électorale de 1987, afin de garder un œil sur Norman Tebbit qu'elle soupçonne d'être plus intéressé à faire valoir ses revendications à la direction. Il est chargé de l'organisation des tournées et des apparitions de Thatcher à la télévision. Une semaine avant le jour du scrutin, le 4 juin 1987, Young et Tebbit ont un désaccord majeur sur la stratégie de campagne, un jour surnommé «jeudi vacillant». On prétend que Young a attrapé Tebbit par les revers et a dit "Norman, écoute-moi, nous sommes sur le point de perdre cette putain d'élection". 
Après l'élection, Tebbit annonce son départ du gouvernement et Young est promu secrétaire d'État au Commerce et à l'Industrie. C'est un personnage un peu raide en public que Private Eye surnommait «Lord Suit». Il sert pendant deux ans dans le rôle et privatise la dernière des industries d'État dans le département. Il démissionne du Cabinet en 1989, et est nommé vice-président du Parti conservateur pour aider Kenneth Baker à réorganiser le bureau central et démissionne à la suite de la démission de Margaret Thatcher.

### Fin de carrière dans les affaires
David Young retourne ensuite aux affaires en tant que directeur de Salomon Inc. et président exécutif de Cable & Wireless. À partir de 1993, il est président de l'Institut des directeurs et à partir de 1995, président du conseil de l'University College de Londres. Young est le premier président de Jewish Care (1990–1997). 
Il prend sa retraite de Cable & Wireless en 1995 et en 1996, il crée sa propre société, Young Associates Ltd, avec deux partenaires Simon Alberga et Yoav Kurtzbard, qui investit activement dans des entreprises technologiques. En dehors de Young Associates, il a un certain nombre d'intérêts commerciaux. Il est président et actionnaire majoritaire de la Camcon Federation of Companies, une fédération de sociétés basée à Cambridge dotée d'une technologie innovante dans les domaines du pétrole et du gaz, de l'automobile et du médical. Il est actionnaire de référence et membre du conseil d'administration de TSSI Systems Ltd, une société établie de longue date dans le domaine des technologies de sécurité et dans ces deux sociétés, il travaille avec Danny Chapchal. Il est un actionnaire important et président de Deep Tek Ltd, une société dotée d'une technologie développée pour permettre des opérations en eaux profondes et ultra profondes dans les secteurs du pétrole et du gaz et dans l'exploration scientifique. Il est un actionnaire important et président de KashFlow Software Ltd, l'un des principaux fournisseurs de comptabilité en ligne pour les PME. 
Il a également un certain nombre d'engagements pro bono ou caritatifs, notamment la présidence de Chai Cancer Care et du Coram Trust, président du Chichester Festival Theatre et du Musée juif de Londres et administrateur du Co-Existence Trust et de la MBI Al Jaber Foundation . En décembre 2010, il est également devenu un mécène de Lifelites, l'organisme de bienfaisance qui fournit la technologie aux enfants des hôpitaux. 

### Conseiller du gouvernement
En octobre 2010, David Young est nommé conseiller aux entreprises auprès du Premier ministre et chargé de mener un examen «brutal» des relations du gouvernement avec les petites entreprises. Cela aboutit à un examen en trois parties au Premier ministre sur les entreprises et les petites entreprises. 
En mai 2012, David Young livre la première partie de cette revue. Intitulé Make Business Your Business, c'est le premier du genre depuis le rapport Bolton de 1971. Le rapport de Young met en évidence le nombre d'entreprises en démarrage pour indiquer une culture croissante de l'entreprise et de l'esprit d'entreprise au Royaume-Uni. Le rapport introduit un nouveau programme gouvernemental, les prêts de démarrage, offrant des prêts et du mentorat pour démarrer une entreprise commerciale. Les prêts de démarrage ont jusqu'à présent fourni plus de 129 £   millions de prêts à 25 000 personnes . 
En juin 2013, David Young présente Growing Your Business  qui examine comment les petites entreprises nouvelles et en développement peuvent se développer et investir de nouveaux marchés. À la suite de cela, le gouvernement introduit des réformes des marchés publics dans le but de permettre aux petits fournisseurs de remporter plus facilement des marchés publics; une nouvelle charte royale pour les petites entreprises, qui vise à étendre la portée des écoles de commerce universitaires dans leurs communautés locales de petites entreprises et un programme de bons de croissance pour aider les entreprises à «trouver et payer des conseils stratégiques professionnels» . 
En juin 2014, David Young se penche sur l'éducation à l'entreprise pour tous . En décembre 2014, le gouvernement accepte les recommandations de Young dans ce rapport. Celles-ci incluent l'introduction de conseillers d'entreprise, conçus comme une ressource à la disposition des directeurs d'école pour les aider à développer une offre de carrière et d'entreprise appropriée pour leurs étudiants et un "passeport d'entreprise" à travers lequel les jeunes enregistreront leur entreprise et leurs activités parascolaires parallèlement à leurs qualifications académiques des futurs employeurs. 
Lord Young est nommé membre de l'Ordre des compagnons d'honneur (CH) lors des honneurs du Nouvel An 2015 . 

## Publications
L'autobiographie politique de David Young, The Enterprise Years, a été publiée en 1990. 
En octobre 2010, il publie un rapport sur la santé et la sécurité au travail au Royaume-Uni, "Common Sense Common Safety " qui traite de nombreux problèmes et affirme que les entreprises appliquent désormais leurs politiques de santé et de sécurité dans un climat de peur parce que les règles de santé et de sécurité qui s'appliquent aux professions dangereuses ont été appliquées à toutes les professions et à l'enthousiasme excessif avec lequel des consultants en santé et sécurité souvent non qualifiés ont tenté d'éliminer tous les risques plutôt que d'appliquer une approche "raisonnablement praticable". Il déclare qu'une partie de la responsabilité incombe à la directive-cadre de l'UE de 1989, qui rend les évaluations des risques obligatoires dans toutes les professions, qu'elles soient dangereuses ou non.